# Edificio del Secretariado
El Edificio del Secretariado es un edificio gubernamental situado en la ciudad de Chandigarh en la India. Fue diseñado por Le Corbusier construido en 1953, ubicado dentro del Complejo del Capitolio de Chandigarh que comprende tres edificios y tres monumentos: el edificio de la Secretaría, el edificio de la Asamblea Legislativa y el edificio del Tribunal Superior, el Monumento Open Hand, Geometric Hill y la Torre de las Sombras. Toda la estructura está construida en hormigón en bruto y tiene en su fachada los característicos brise-soleil de Le Corbusier.

## Descripción
Fue terminado en 1952 y funciona como la sede del Punyab y los gobiernos municipales de Haryana.
Es el más grande del Complejo del Capitolio y marca su borde izquierdo. Fue diseñado en estilo brutalista y tiene una forma de losa de hormigón horizontal larga, de 254 m de largo y 42 m de alto y está compuesto por 6 bloques de ocho pisos divididos por juntas de expansión.
Presenta semjanzas con la Unité d'Habitation de Marseille y fue uno de los primeros edificios que prestó especial atención a la iluminación natural, la ventilación y la eficiencia organizativa. Para reducir la escala de su fachada masiva, el edificio tiene en su fachada los característicos brise-soleil de Le Corbusier, que juegan además un papel en la iluminación natural de los interiores.
En julio de 2016, el edificio y varias otras obras de Le Corbusier fueron inscritos como Patrimonio de la Humanidad por la UNESCO.

## Galería

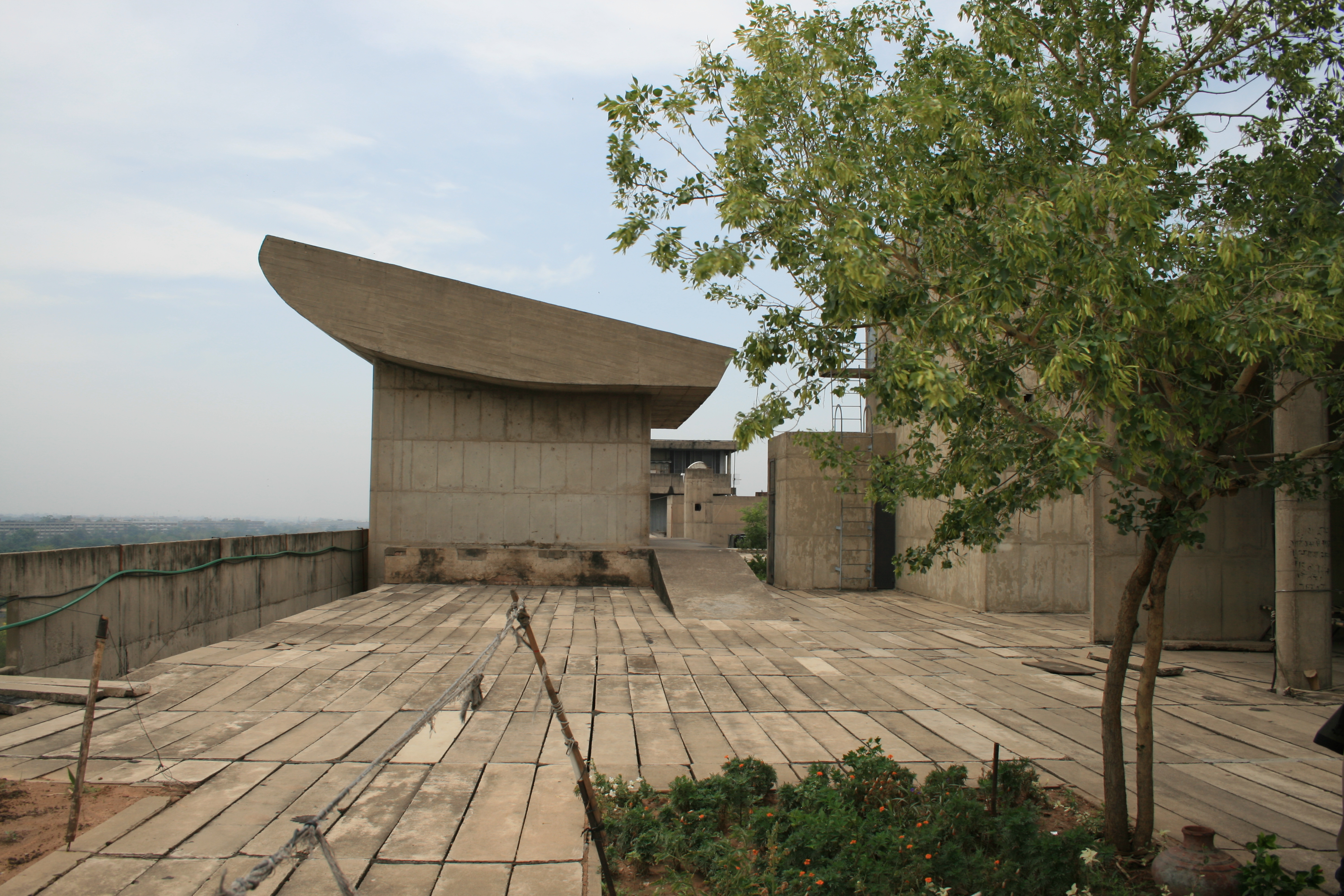
Techo
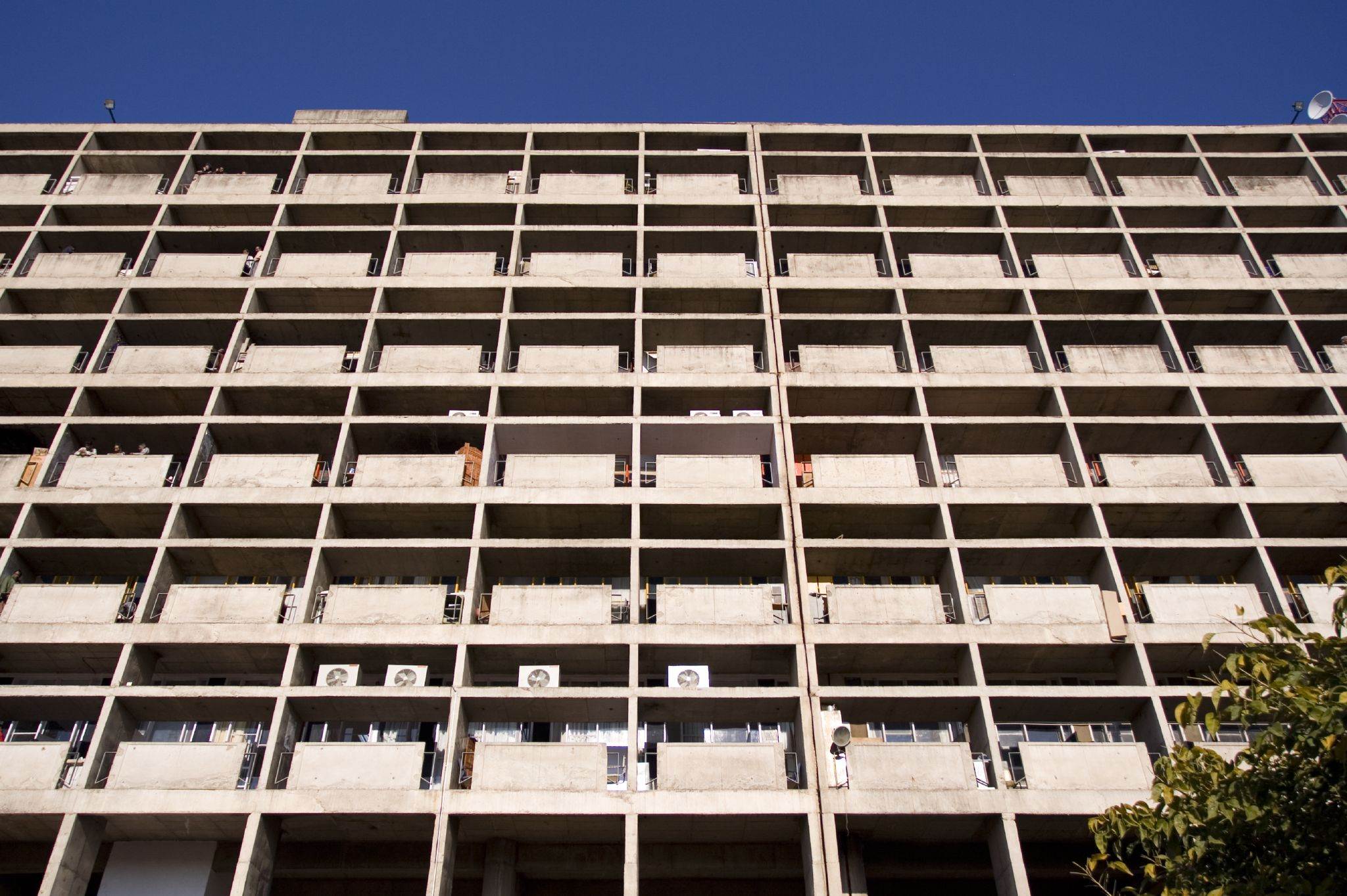
Fachada
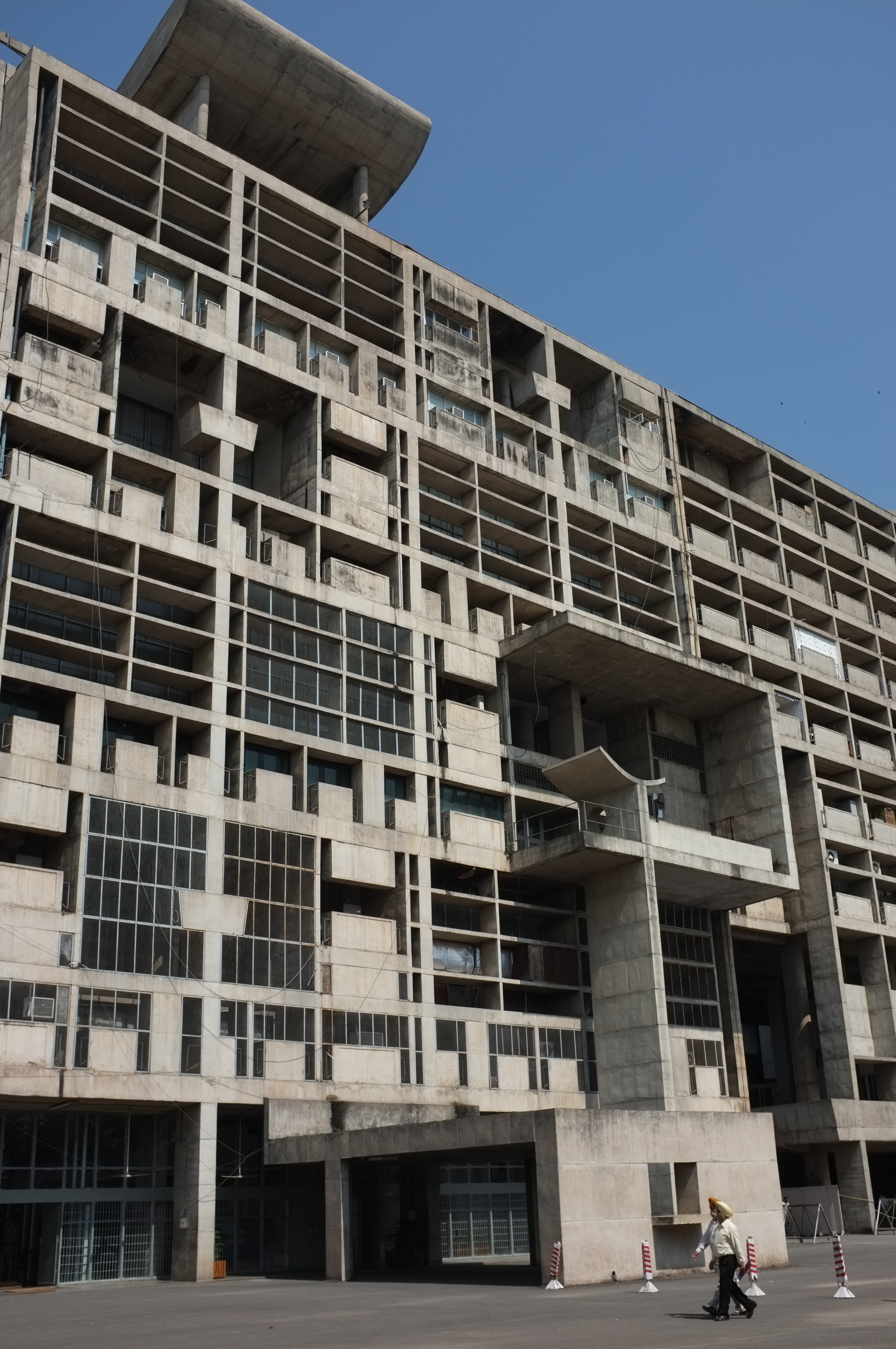
Fachada
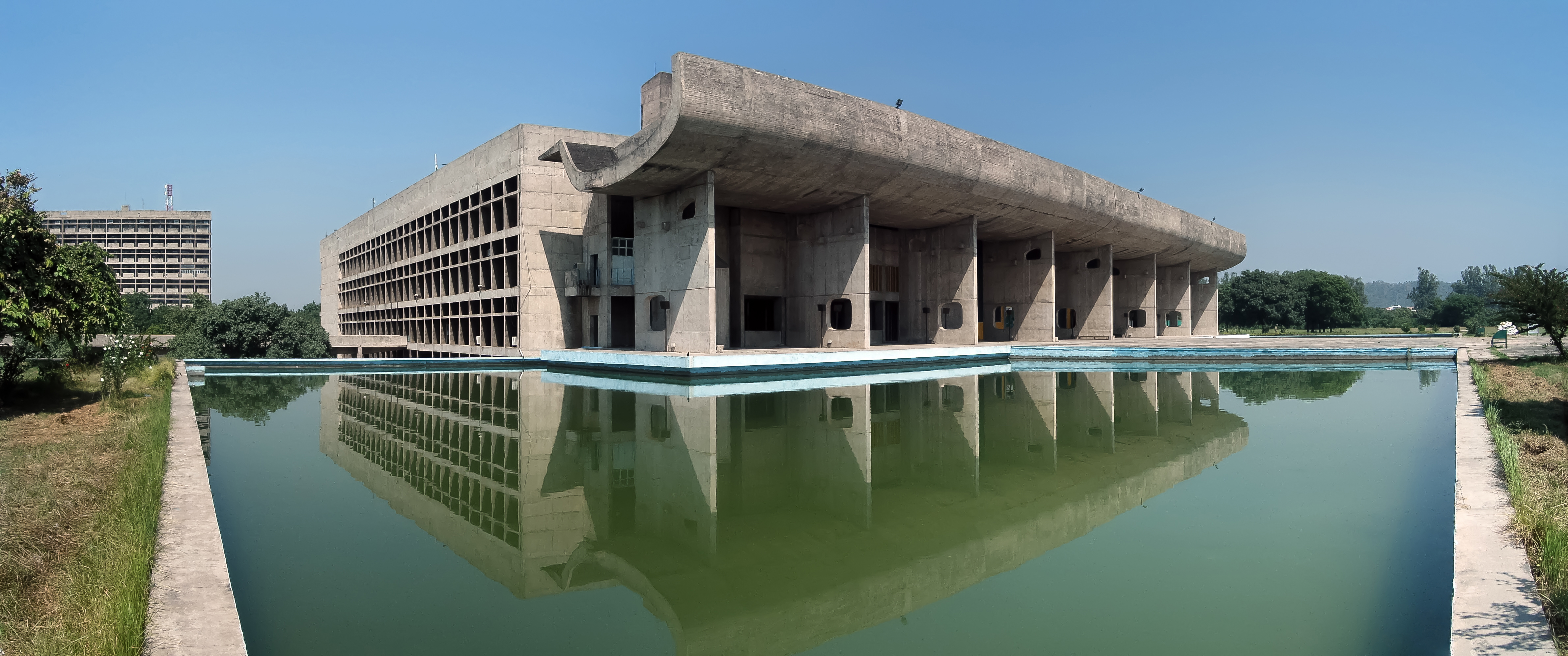
Assembly building